# بيبي عائشة
بيبي عائشة (باتشو بي بي: مصطلح للاحترام يعني سيدة، ولدت بأسم Aisha Mohammadzai. لكن الاسم الرسمي في الولايات المتحدة الأمريكية هو Aesha Mohammadzai) هي السيدة الأفغانية التي بدا وجهها مشوهًا علي غلاف مجلة تايمز الأمريكية في صيف 2010.
ظهرت قصتها لأول مرة في مجلة ذا ديلي بيست في ديسمبر 2009، مما دفع الأطباء للكتابة عنها، عارضين عليها مساعدتها بشكل مجاني. فمؤسسة جروزسمان للحروق بكالفورنيا تعهدت بإقامة جراحة ترميمية لها وبدأت في تحضير الفيزا الخاصة بها في بدايات ربيع 2010. ديان سوير مراسلة من إيه بي سي نيوز قامت بتغطية تجربتها المأسوية في مارس 2010 ثم أعادت نشر قصتها مرة أخرى في 2014.

## حياتها في أفغانستان
عانت عائشة في حياتها منذ الصغر؛ بدءا من فقدان أمها وهي صغيرة حتي إجبارها علي الزواج في مرحلة المراهقة. حيث أن هناك عادة تدعي البعاد (ممارسة)؛ قام أبها بإعطائها إلي مقاتل في طالبان عندما كانت 12 عامًا كتعويض لجريمة قتل قام بها أحد أفراد عائلتها. حيث تزوجت وهي في الرابعة عشر من العمر وتعرضت لسوء المعاملة. وفي الثامنة عشر هربت من سوء المعاملة ولكن تم القبض عليها من قبِل الشرطة. وسُجنت لخمسة أشهر. ثم أعُيدت إلي عائلتها مرة أخرى. لكن أباها قام بارجعاها إلي أهل زوجها مرة أخرى، ولكي ينتقموا من هروبها قام زوجها وثلاثة من أقاربه بأخذها إلي الجبال حيث قاموا يقطع أذنيها وأنفها وتركوها تنذف حتي الموت هناك. تم إنقاذ عائشة من قٌبل قوات الإنقاذ والجيش الأمريكي. شكتت بعض المصادر دور طالبان في حدوث أي تشوه لها.

## ظهورها في مجلة تايمز الأمريكية
ظهرت عائشة على غلاف مجلة تايمز عام 2010 مع مقال«المرأة الأفغانية وطالبان». ولدت صورة الغلاف جدلًا واسعًا. فصورة الغلاف والعنوان المصاحب للغلاف «ماذا يحدث إذا تركنا أفغانستان؟» أثارت جدلًا واسعًا حول جدوى الحرب الأفغانية. قام بالتقاط الصورة مصور من جنوب أفريقيا جودي بيبر ومنُحت الصورة جائزة الصحافة العالمية في عام 2010. الصورة أحيانًا ما تجري مقارنتها مع صورة الفتاة الأفغانية شاربات جولة التي التقطها المصور ستيف مككري.

## حياتها في الولايات المتحدة الأمريكية
وبعد وقت قصير من نشر صورتها علي غلاف المجلة في 2010، سافرت عائشة إلي الولايات المتحدة لتقوم يعمل جراحة الترميم المجانية. وساءت حالتها النفسية محدثة نوبات مصطنعه ونوبت الغضب وإيذاء النفس التي تتطلب الحجز بالمشفي. واسنتتج الأطباء أنها لم تكن «مستعدة نفسيًا» لتتعامل مع المسؤليات اللمقاة علي عاتق مريض جراجة الترميم، وشخصهها طبيبها النفسي بأن لديها أضطراب الشخصية الحدية. وعندما تم تأجيل جراحتها، أُصطبحت الي مأوي مؤسسة المرأة للمرأة الأفغانية في كوينز بنيويورك. لكنها سببت العديد من المشاكل للعاملين والنزلاء الأخرين، بما فيهم زملاء غرفتها التي قامت المؤسسة بجعلهم زملاء غرفة لها. تحسنت حالة عائشة عندما تم تغيرر الأدوية وتوقفت النوبات.
بعد ذلك، تحسنت حالة عائشة النفسية حيث توقفت عن أخذ الأدوية للسيطرة على سلوكها. وبدًء من 2012 بدأت المراحل النتعدة لتجيهزها لعملية إعادة ترميم الوجة. تم توسيع جبهتها على مدى عدة أشهر لتوفير ما يكفي من الأنسجة لبناء الأنف الجديدة. تم استخدام غضروف من جسدها وأنسجة من يدها اليسري كبطانة داخلية لبناء أنفها الجديدة.خضعت عائشة إلي 12 عملية كاملة.
في عام 2014 زارت إيه بي سي نيوز عائشة مرة اخري وكشفت عن أنفها الجديد الذي غير مظهرها.تبني زوجان أمريكان عائشة وهي الآن تعيش في ميرلاند. هي تذاكر الأنجليزية والرياضيات وتأمل لتكون شرطية.

## اقرأ المزيد
- بعاد (ممارسة)

## وصلات خارجية
- Aisha takes the subway 2011 Aisha in 2011
- Saving Aesha
- Afghan Women and the Return of the Taliban, the cover story in Time magazine
- Brutalized Afghan Woman Finds Strength Diane Sawyer ABC News Special on Bibi Aisha
- An Unspeakable Crime, Original Daily Beast Story by Gayle Tzemach Lemmon
- Grossman Burn Foundation Bibi Aisha page